# Notus (Idaho)
Notus ist ein Ort in Canyon County, Idaho, USA. Die Bevölkerungszahl lag bei 531 laut der Volkszählung 2010. Er ist Teil des Großraums Boise-Nampa (Idaho).

## Geographie
Laut dem United States Census Bureau hat die Stadt eine Landfläche von 1,0 km². Notus liegt an der Fernstraße US 20, mit über 5400 km die längste Fernstraße der USA, die von Newport (Oregon) an der Pazifikküste bis Boston an der Ostküste verläuft.

## Demographie
Laut der Volkszählung des Jahres 2010 lebten 531 Personen in 182 Haushalten und 139 Familien in der Stadt. Die Bevölkerungsdichte betrug 531 Einwohner pro km². Im Ort gibt es 198 Wohneinheiten. 
180 Kinder waren jünger als 20 Jahre, 62 Einwohner waren 65 Jahre alt oder älter. Die durchschnittliche Haushaltsgröße betrug 2,92 Personen, die durchschnittliche Familiengröße lag bei 3,34 und das Durchschnittsalter lag bei 35,5 Jahren. 52,9 % der Bewohner waren Frauen, 47,1 % Männer.
Das mittlere Einkommen für einen Haushalt in der Stadt betrug USD 32813, das mittlere Einkommen für eine Familie betrug USD 43750. Männer hatten ein mittleres Einkommen von USD 25.000 gegenüber USD 21.250 für Frauen. Das Pro-Kopf-Einkommen betrug USD 11801. Über 10,4 % der Familien und 13,3 % der Bevölkerung lebten unterhalb der Armutsgrenze, darunter 11,2 % Jugendliche unter 18 Jahren und 28,3 % waren 65 Jahre oder älter.

## Weblinks

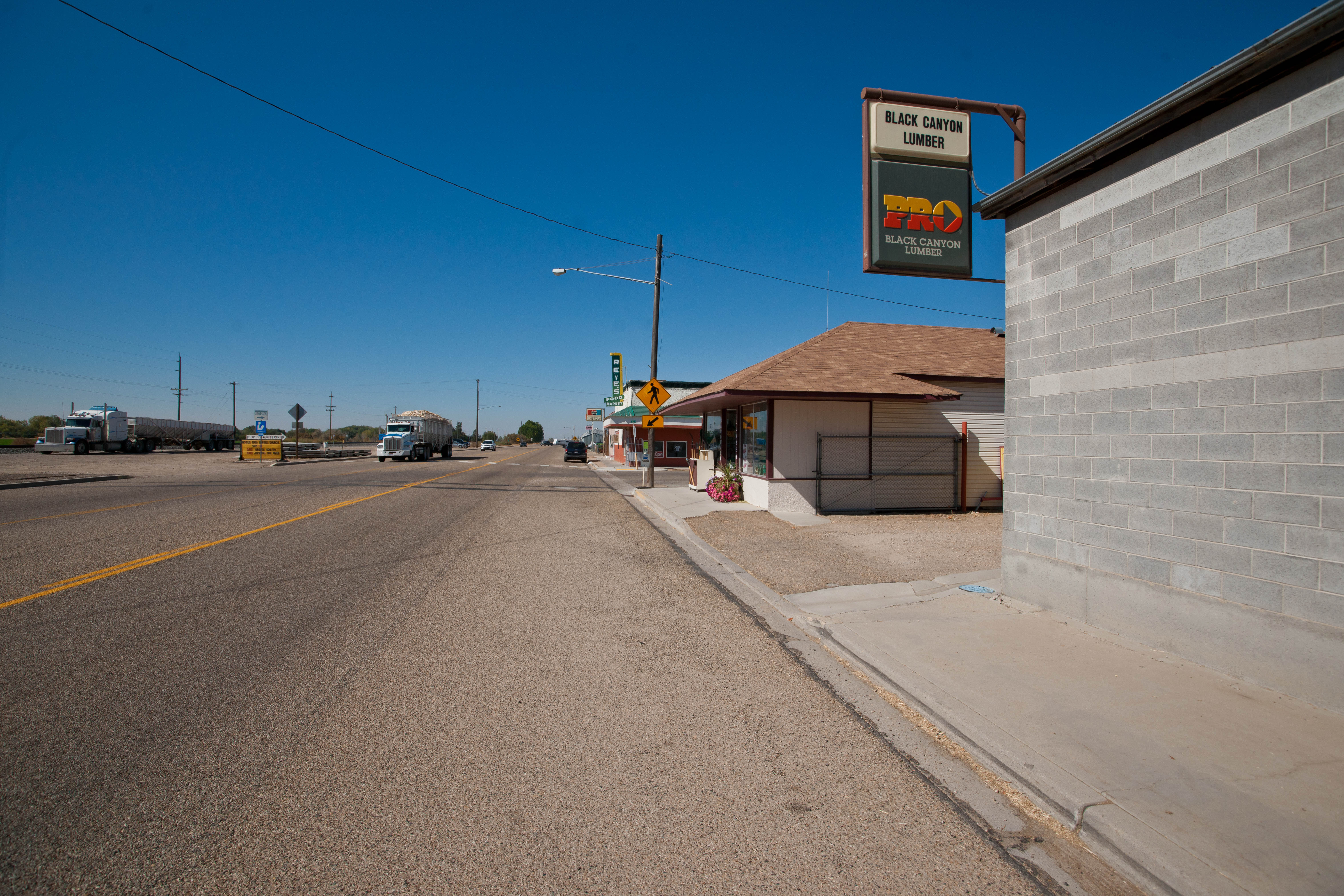